# Наруга над державними символами (Кримінальний кодекс України)

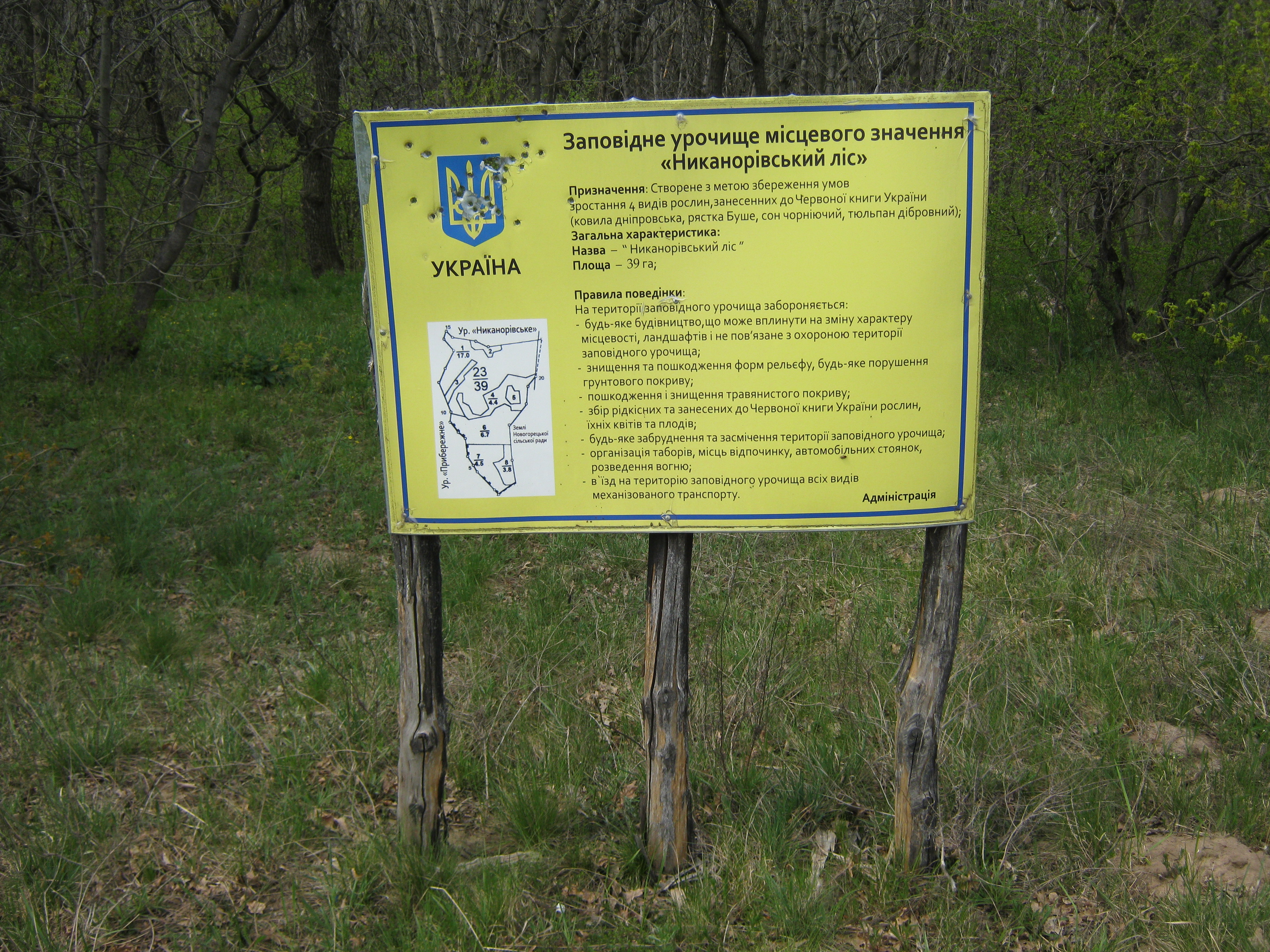
Наруга, вчинена над державним гербом України

Наруга над державними символами — злочин, передбачений 338 статтею КК України, що полягає у публічній нарузі над державними символами.
Об'єктом злочину є авторитет держави Україна, який підривається в разі посягання на один із державних символів України: Державний Прапор України, Державний Герб України або Державний Гімн України. Якщо посягання здійснюється на державні символи іншої держави (частина друга), авторитет України у світі страждає через те, що вона виявилася неспроможною попередити демонстрацію неповаги до державних символів іноземної держави, а отже, і до самої держави.
Предметом злочину є державний символ України або іншої держави. При цьому предметом злочину не є: прапор чи герб, які не є символом держави; прапор чи герб іноземної держави, які офіційно не встановлені чи підняті; та прапори або герби міжнародних організацій.
Об'єктивна сторона злочину полягає в нарузі над державним символом, тобто в таких діях, як знищення чи пошкодження прапора або герба, шаржування герба чи гімну тощо. При цьому злочин має місце, якщо вказані дії спрямовані на публіку.
Суб'єкт злочину загальний. З суб'єктивної сторони злочин характеризується прямим умислом. Якщо має місце хуліганський мотив, вчинене кваліфікується за сукупністю злочинів, передбачених статтями 338 та 296 Кримінального кодексу України.